# 永元千尋
永元 千尋（ようもと ちひろ）は、日本のシナリオライター、小説家。男性。別名義に「上田庄吾」、「こちふかば」、「史方千尋」、「Flypaper」等。

## 人物・略歴
主にアダルトゲームのシナリオライターとして活動している。
1998年、株式会社チャンピオンソフトの外注で『蒼海に堕ちて…』のシナリオを担当後、同社に入社。同社のブランドであるアリスソフトで主にシナリオ等を担当した。主な作品に『シェル・クレイル 〜愛しあう逃避の中で〜』等。
2003年、チャンピオンソフトを退社。
2007年、Lump of Sugarに入社。主な作品に『タユタマ -Kiss on my Deity-』等。
2009年、Lump of Sugarを退社。
2014年現在、フリーランス。
チャンピオンソフトに在籍していた一時期、同社の音楽担当であったShadeと一緒に暮らしていたことがある。

## 作品リスト

### アダルトゲーム
- 蒼海に堕ちて…（1998年、アリスソフト）
- メイドのススメ（1999年、アリスソフト）
- DARCROWS（一部シナリオ、1999年、アリスソフト）
- 妖精 -Die Feen-（2000年、アリスソフト）
- SeeIn青（一部シナリオ、2000年、アリスソフト）
- これD.P.S.?（『20世紀アリス』収録、一部シナリオ、2000年、アリスソフト）
- 大悪司（一部シナリオ、2001年、アリスソフト）
- シェル・クレイル 〜愛しあう逃避の中で〜（2003年、アリスソフト）
- 大番長-Big Bang Age-（一部シナリオ、2003年、アリスソフト）
- 決戦空明市！　クルル大魔王大地に立つ（『しゅが☆ぽ！』収録、2007年、Lump of Sugar）
- タユタマ -Kiss on my Deity-（2008年、Lump of Sugar）
- タユタマ -It's happy days-（2009年、Lump of Sugar）
- はるうられ 校内赤線区域（『アリス2010』収録、2009年、アリスソフト）
- 大帝国（一部シナリオ、2011年、アリスソフト）
- 本当はエロい童話・にゃんデレラ（シナリオ、2011年、の・わーる!）

### ゲーム
- ウィザードリィ外伝 五つの試練（追加シナリオ「偽りの代償」、2023年、有限会社59）

### 小説
- お日様は今夜も空を飛ぶ（※未書籍化、2004年、角川書店）
- サイズミック・エモーション（2005年、リーフ出版-ZIGZAG NOVELS）
- 終末のフラベルム（※未書籍化、2010年〜2011年、マックス-PUSH!!）

### 作詞
- アズのラビリンス

Lump of Sugar、キャラクターソング。

### ドラマCD
- 必殺痴漢人Ⅱ

ANIM、『必殺痴漢人Ⅱ』初回限定版特典。